# Resolució 1374 del Consell de Seguretat de les Nacions Unides
La Resolució 1374 del Consell de Seguretat de les Nacions Unides, adoptada per unanimitat el 19 d'octubre de 2001 després de reafirmar la resolució 864 (1993) i totes les resolucions posteriors sobre Angola, en especial la 1127 (1997), 1173 (1998), 1237 (1999), 1295 (2000), 1336 (2001) i 1348 (2001) el Consell va ampliar el mecanisme de vigilància de les sancions contra UNITA durant sis mesos més fins al 19 d'abril de 2002.
El Consell de Seguretat va expressar la seva preocupació pels efectes de la guerra civil sobre la situació humanitària, determinant que la situació continuava sent una amenaça per a la pau i la seguretat internacionals. També va declarar que el mecanisme de vigilància estaria vigent en la mesura que fos necessari. Actuant sota el Capítol VII de la Carta de les Nacions Unides, el Consell va ampliar el mecanisme de vigilància per un període addicional de sis mesos i va demanar que informés periòdicament al Comitè establert en la Resolució 864 amb un informe final abans del 19 d'abril de 2002. La Es va instruir a la comissió a fer una revisió abans del 31 de desembre de 2001 sobre futures millores del mecanisme de control.
Es va demanar al Secretari General Kofi Annan que nomenés quatre experts per servir al mecanisme de control i fer acords financers a aquest efecte. Finalment, tots els països van ser convidats a cooperar amb el mecanisme durant el curs del seu mandat.